# リチャード・スワン・ルル
リチャード・スワン・ルル（Richard Swann Lull、1867年11月6日 - 1957年）は、20世紀に活動したアメリカ合衆国の古生物学者。
ルルはイェール大学で活動していた。トリケラトプスなどに代表されるケラトプス類の恐竜を専門とし、世界ではじめてケラトプス科をフリルの特徴から2つの亜科に分け、セントロサウルス亜科とケラトプス亜科（カスモサウルス亜科）を提唱した。ただし、彼の分類法は現在では一部否定されている。
ルルは、メリーランド州（アナポリス）で、海軍士官エドワード・フェルプス・ルルとエリザベス・バートン（ヘンリー・バートン将軍の娘）の間に生まれた。彼はラトガーズ大学で動物学を専攻し、アメリカ農務省で昆虫の分類をしたいがために勉強していた。
1894年にアマースト（現在のマサチューセッツ）で州立農業大学（現在のマサチューセッツ大学）で動物学の助教授になった。ルルの足跡化石への関心は、アマースト大学（足跡化石の研究で有名）で始まり、彼の進路は昆虫学から古生物学に変わった。
1899年には、アメリカ自然史博物館のブロントサウルスの骨格収集を支援し、同博物館のボーン・キャビン・クオリー（ワイオミング）への遠征のメンバーとして働いた。
1902年には、再びモンタナでアメリカ自然史博物館チームに加わり、その後、コロンビア大学教授ヘンリー・フェアフィールド・オズボーンの下で研究した。
1903年には、アマーストでイェール大学の古脊椎動物学の助教授の学位を取得し、同時にピーボディ博物館で古脊椎動物学の学芸員に就職した。彼はそれから50年の間、イェールにとどまった。
彼は前ネオダーウィニズムの合成理論を立証しようとしたことでも有名だが、そのために彼が唱えた、有名な仮説の1つは、オオツノシカの巨大な枝角が関係した。彼は、この角がどうしても自然淘汰の結果ではありえないと主張し、その代り、常に枝角のサイズを増加させることに向けた「鍵をかけていない遺伝駆動」の一部を支援した。実際に、枝角の貧弱なシカと、より発達した枝角を備えたシカが共存している。これは、非ダーウィン学派のもつ進化原動力の概念との明らかな相違を示す定向進化の例となる。ただし、両者の考えは現代科学によって否定されている。